# Abdij van Schäftlarn
De Sint-Denijs en Julianaabdij van Schäftlarn (Abtei zu den heiligen Dionysius und Juliana) is een Beierse benedictijner abdij.

## Geschiedenis
De abdij werd gesticht in 762 en werd in 1140 door Otto van Freising aan de premonstratenzers. In 1803 werd het klooster opgegeven. De kloosterkerk werd een parochiekerk en de gebouwen werden gebruikt voor de productie van Faience (1816-1845) waarna er een kostschool voor Engelse jongedames werd gesticht. Pas in 1910 werd het klooster opnieuw tot abdij gewijd. De abdij van Schäftlarn maakt deel uit van de Beierse Congregatie van benedictijnenabdijen.
Het klooster wordt bewoond door twaalf monniken. De abt is sinds 2008 Petrus Höhensteiger.

## Abdijkerk
De 18de-eeuwse abdijkerk in laat-barok is bekend voor haar preekstoel en altaren, gesneden door Johann Baptist Straub. De kerk zelf werd gebouwd door Antonio Viscardi en versierd door Johann Baptist Zimmermann. Aan deze abdij is een kostschool verbonden die in 1884 werd gesticht.